# Cop1 - Solidarités Étudiantes
 (septembre 2023).
L'article doit être relu — et modifié si nécessaire — par des contributeurs indépendants pour apporter un regard critique aux contributions effectuées en violation des conditions d'utilisation de Wikipédia, tant sur la forme (notamment concernant le style encyclopédique, la proportionnalité) que sur le fond (la neutralité de point de vue, la qualité et l'indépendance des sources).
 (avril 2024).
La mise en forme du texte ne suit pas les recommandations de Wikipédia : il faut le « wikifier ».
Les points d'amélioration suivants sont les cas les plus fréquents. Le détail des points à revoir est peut-être précisé sur la page de discussion.
- Les titres sont pré-formatés par le logiciel. Ils ne sont ni en capitales, ni en gras.
- Le texte ne doit pas être écrit en capitales (les noms de famille non plus), ni en gras, ni en italique, ni en « petit »…
- Le gras n'est utilisé que pour surligner le titre de l'article dans l'introduction, une seule fois.
- L'italique est rarement utilisé : mots en langue étrangère, titres d'œuvres, noms de bateaux, etc.
- Les citations ne sont pas en italique mais en corps de texte normal. Elles sont entourées par des guillemets français : « et ».
- Les listes à puces sont à éviter, des paragraphes rédigés étant largement préférés. Les tableaux sont à réserver à la présentation de données structurées (résultats, etc.).
- Les appels de note de bas de page (petits chiffres en exposant, introduits par l'outil «  Source ») sont à placer entre la fin de phrase et le point final[comme ça].
- Les liens internes (vers d'autres articles de Wikipédia) sont à choisir avec parcimonie. Créez des liens vers des articles approfondissant le sujet. Les termes génériques sans rapport avec le sujet sont à éviter, ainsi que les répétitions de liens vers un même terme.
- Les liens externes sont à placer uniquement dans une section « Liens externes », à la fin de l'article. Ces liens sont à choisir avec parcimonie suivant les règles définies. Si un lien sert de source à l'article, son insertion dans le texte est à faire par les notes de bas de page.
- La présentation des références doit suivre les conventions bibliographiques. Il est recommandé d'utiliser les modèles {{Ouvrage}}, {{Chapitre}}, {{Article}}, {{Lien web}} et/ou {{Bibliographie}}. Le mode d'édition visuel peut mettre en forme automatiquement les références.
- Insérer une infobox (cadre d'informations à droite) n'est pas obligatoire pour parachever la mise en page.

Pour une aide détaillée, merci de consulter Aide:Wikification.
Si vous pensez que ces points ont été résolus, vous pouvez retirer ce bandeau et améliorer la mise en forme d'un autre article.
Cop1 – Solidarités Étudiantes est une association française loi de 1901 à but non lucratif, apartisane et indépendante, créée durant l'été 2020 par un groupe d'étudiants. Elle a pour objectif la lutte contre la précarité étudiante, avec la particularité de proposer une aide par et pour les étudiants sur tout le territoire français.
Fondée à la suite de l'aggravation des conditions de vie étudiante lors de la pandémie de Covid-19, l'association œuvre au travers d'activités de distributions alimentaires et de produits d'hygiène (protections périodiques, kits d'hygiène…), auxquelles s'ajoutent des solutions d'accompagnement et d'accès à la culture et au sport.

## Histoire de l'association

### Une "explosion" de la précarité étudiante à la suite du Covid[2]
À la suite du premier confinement de mars 2020 puis de la rentrée universitaire suivante compliquée par la crise sanitaire, la précarité étudiante a été mise en lumière par les médias et des réactions politiques.
Dans ce contexte, l'association Cop1 - Solidarités Étudiantes a été créée par des étudiants de l'Université Paris - I Panthéon Sorbonne le 31 août 2020. Le 14 novembre 2020, l'association tient sa première distribution sur la place du Panthéon dans le 5ème. Un article de France 3 résumait alors la situation : "Les étudiants ont été particulièrement impactés par la pandémie. Confinés, parfois seuls et dans la précarité, certains ont vu leurs stages et alternances s’envoler, d’autres leurs emplois perdus, sans parler des difficultés financières que cela a entraîné".

En l'espace d'une année, l'action de l'association s'est déployée sur Paris et a effectué plusieurs distributions alimentaires pour plus de 1000 étudiants par semaine,. 

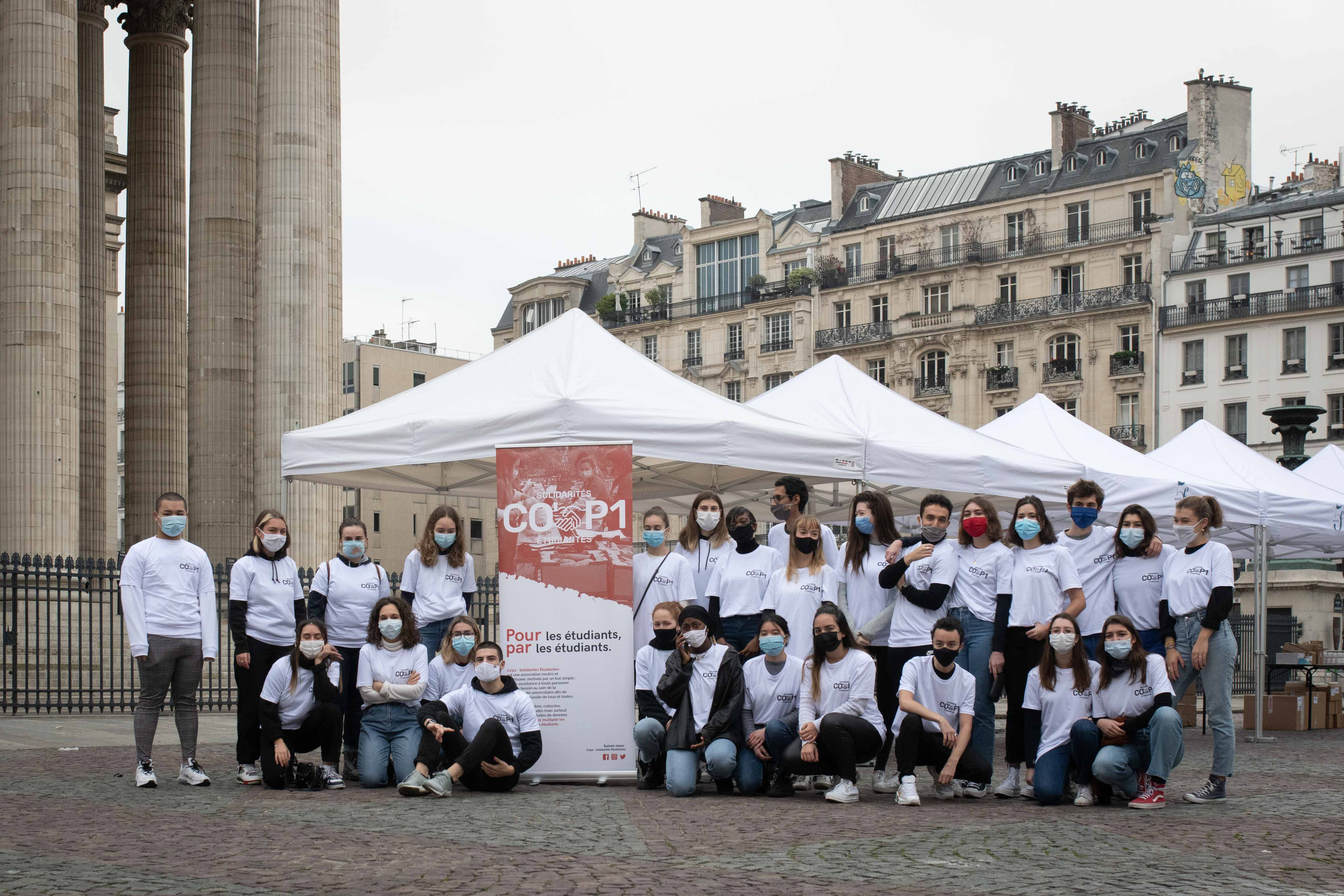
Première distribution sur la place du Panthéon - 14 novembre 2022

La détérioration des conditions étudiantes avec la crise sanitaire et l'apparition d'associations étudiantes comme Cop1 ont permis de mettre en lumière la pauvreté d'une partie de la jeunesse. Plusieurs études précédant la crise sanitaire pointaient déjà une précarité particulière des étudiants et l'apparition d'associations de distributions par les pairs comme Cop1 a permis de souligner davantage cette précarité.
La presse française s'est saisie du sujet et de nombreux articles, reportages et entretiens autour des distributions de l'association ont été réalisés aussi bien à la télévision,, à la radio,,, dans la presse française,,que dans la presse internationale.

### Une association "Par et Pour les étudiants"
Cop1 est une association d'étudiants et de jeunes qui s'engagent contre la précarité. Composée de plus de 2000 bénévoles en 2023, elle place au cœur de son action les principes de non-discrimination et de convivialité, pour rompre les distances possibles entre les étudiants bénévoles et les étudiants bénéficiaires. Tout étudiant, quelle que soit son école ou son université, peut être bénévole et bénéficiaire de l'association. Par ailleurs, environ 30% des étudiants bénévoles sont également bénéficiaires de l'association.

## Solidarités & dispositifs d'aides

### Aide alimentaire et distributions de produits de première nécessité
Chaque mois, des paniers de 8 à 10kg sont distribués à plus de 13000 étudiants par Cop1 sur le territoire national[réf. nécessaire]. Ces distributions sont organisées 13 fois par semaine à Paris, Angers, Lille, Marseille, Montpellier, Rouen, Strasbourg, Lyon et Nantes.

### Distributions vestimentaires et de matériel
Outre la distribution de denrées alimentaires, Cop1 met à disposition des vêtements, des produits d'hygiène, des fournitures scolaires ou encore des équipements informatiques pour accompagner les étudiants dans leurs études. L'association participe également à la lutte contre la précarité menstruelle en offrant des protections périodiques lors des distributions.

### Accès aux droits
Un système de suivi des étudiants en situation de précarité est organisé par l'association. Lors de chaque distribution, les étudiants ont la possibilité d'échanger avec des bénévoles formés qui peuvent les rediriger vers les différentes aides auxquelles ils ont droit.
Ces aides sont listées sur le site de l'association : aides financières, aides psychologiques, aides au logement, accès aux soins, accès à la culture, aides numériques, aide contre le harcèlement, aide à la recherche d’un travail, permanences psychologiques et juridiques pour les étudiants étrangers et étudiantes étrangères, renseignements sur les actions menées par les unités locales de la Croix Rouge.

### Événements spéciaux
L'association organise, enfin, des événements d'ampleur ponctuels, comme des petits-déjeuners, ainsi que le Village des Cop1. La deuxième édition de Village, en juin 2021 à la Bastille, a ainsi réuni plus de 1200 inscrits, venus chercher des produits frais et des kits d'hygiène.

## Enquêtes annuelles sur la précarité étudiante
Dès la création de l'association, un pôle s'est constitué afin de déterminer le profil des étudiants bénéficiaires venant aux distributions alimentaires de l'association. La première de ces études annuelles a été publiée en avril 2021.

### Enquête 2020 / 2021
L'étude sortie en 2021 a donné lieu à différentes réceptions médiatiques et politiques. L'enquête est sortie d'abord en exclusivité dans Le Parisien.
« On a essayé d’adapter nos paniers aux femmes. Pour elles, on sait que les dépenses en produits d’hygiène, comme les rasoirs, les shampoings ou encore les protections hygiéniques pèsent plus dans le budget. Qu’il y ait autant de femmes, cela est tout de même surprenant et pose des questions »
Ainsi que dans Challenges qui titre son article : "Qui sont les étudiants pauvres en 2021 ?"

Interrogés par France Inter, les responsables de l'association mettent en avant les différentes explications à l'explosion de la précarité étudiante :
"Il y a des dépenses plus importantes pour les femmes que pour les hommes, notamment pour les produits d'hygiène, notamment les protections périodiques. C'est en s'appuyant sur des témoignages d'étudiantes qui disaient devoir choisir entre changer de protections périodiques et se nourrir qu'on s'est rendu compte qu'il y avait une différence". Autre facteur explicatif : l'emploi. "Tous les étudiants ont été touchés par des pertes d'emplois pendant cette crise. Les emplois qui peuvent encore subsister sont des emplois manuels, dans le bâtiment, la sécurité, où malheureusement on recrute moins facilement des femmes. Alors que ceux dans l'événementiel, dans le social, la garde d'enfants par exemple, ont été plus particulièrement touchés par cette crise"
L'étude met en avant des parcours d'étudiants dans des situations de précarité aggravée. Aussi bien sur le plan physique et financier que psychologique, une étudiante témoigne dans cette étude avoir perdu 16kg en une année.

#### Chiffres marquants
L'étude 2020/2021 de l'association indique plusieurs chiffres marquants sur l'aggravation de la précarité étudiante à la suite de la crise sanitaire. 67% des bénéficiaires sont des femmes.

### Enquête 2021 / 2022
L'étude 2021/2022 a été publiée le 3 octobre 2022 dans Le Parisien et dans Libération

#### Chiffres marquants
74% des bénéficiaires de l'aide sont des femmes (84% à Angers)

### Enquête 2023
L'association publie son enquête annuelle pour la première fois en partenariat avec l'IFOP le 12/09/2023. Elle est publiée en exclusivité sur France Info. Avant d'être reprise dans une partie de la presse française et spécialisée,,,.
Ses chiffres principaux sont que près de la moitié des étudiants ont déjà manqué un repas ou renoncé à certains aliments et que la moitié des étudiants ont moins de 100 € de reste à vivre après avoir payé leurs charges.

## Organisation de l'association

### Organisation régionale

#### Île-de-France
Elle organise plusieurs distributions chaque semaine et vient en aide à plus de 2000 étudiants en situation de précarité dans plusieurs arrondissements parisiens (elle organise des distributions dans le 3e, le 5e, le 13e et le 17e arrondissement) et dans différentes villes d'Île-de-France comme Saclay,Aubervilliers, Cachan et Cergy ou encore Sceaux.

#### Angers
À la rentrée 2022, l'association a ouvert sa première antenne de distributions alimentaires pour les jeunes et étudiants à Angers et organise de façon hebdomadaire des distributions alimentaires.

#### Marseille
En octobre 2022, l'association ouvre l'antenne Cop1 Marseille.

#### Une couverture du territoire national
Cop1 commence ses actions à Montpellier, Lille, Strasbourg, Rouen, Lyon et Nantes dans la première partie de l'année 2023.
Ses activités sont ensuite élargies à Lorient, Besançon, Orléans

#### Une présence active dans les territoires ultra-marins
L'association ouvre une première antenne en Martinique en novembre 2023.
Avant de développer ses projets à Pointe à Pitre en Guadeloupe en mars 2024. La précarité des étudiants y étant accrue à cause du coût de la vie hors de l'Hexagone.